# SATA Express
SATA Express (zkratka ze Serial ATA Express a neoficiálně též SATAe) je v informatice název sběrnice, která umožňuje připojit úložná zařízení standardu Serial ATA (SATA) nebo PCI-Express (PCIe), je specifikace SATA 3.2. SATA Express konektor je zpětně kompatibilní s běžným SATA konektorem a zároveň poskytuje několik PCI Express linek pro přímé propojení sběrnice s úložným zařízením.